# Duilio Loi
Duilio Loi (Trieste, 19 aprile 1929 – Tarzo, 20 gennaio 2008) è stato un pugile italiano.
In oltre quattordici anni di carriera da professionista, ha detenuto il titolo di campione d'Italia dei pesi leggeri (1951-1954), di campione d'Europa dei pesi leggeri (1954-1959) e dei pesi welter (1959-1963) e di campione del Mondo dei pesi welter junior (1960-63).
La International Boxing Hall of Fame lo ha inserito nella lista dei più grandi pugili di ogni tempo, unico italiano insieme a Nino Benvenuti. Nella sua lunga carriera ha disputato 126 incontri, perdendone solo tre con avversari che poi ha battuto in combattimenti successivi.

## Biografia

### Carriera pugilistica

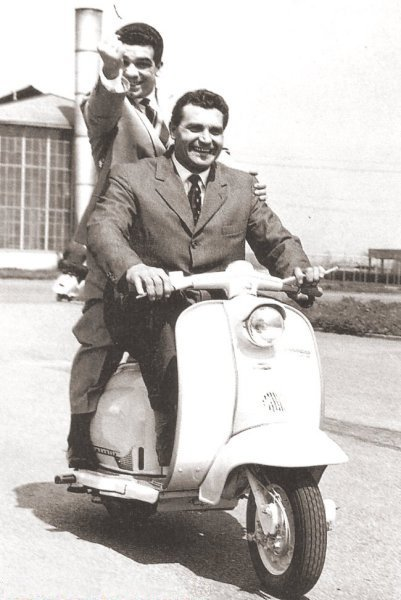
Duilio Loi (in piedi) e il discobolo Adolfo Consolini,
nel 1958, alla presentazione della nuova "Lambretta Li 150".

#### Esordio nei dilettanti e primo titolo italiano nei professionisti
Nato a Trieste da padre sardo di Cagliari, capo macchinista di navi mercantili, e madre triestina, Duilio Loi trascorse parte dell'infanzia e l'adolescenza a Genova e, all'età di sedici anni, cominciò a frequentare la palestra di Dario Bensi.
Da dilettante militò nei pesi piuma ed era il pugile su cui contava principalmente l'Italia per una medaglia d'oro alle Olimpiadi di Londra (1948). Il selezionatore Steve Klaus, però, gli proibì di fumare la sua abituale sigaretta dopo i pasti. Loi fece armi e bagagli e se ne andò dal ritiro. La medaglia d'oro la vinse il suo sostituto Ernesto Formenti.
Seguendo i consigli dell'ex campione Amedeo Dejana, Loi passò allora al professionismo con Umberto Branchini quale procuratore. Dopo trentadue incontri (trenta vinti e due pareggi), il 18 luglio 1951, a Milano, conquistò il titolo di campione d'Italia dei pesi leggeri contro Gianluigi Uboldi.

#### Campione europeo dei pesi leggeri
L'anno dopo (17 agosto 1952), a Copenaghen, combatté per il titolo europeo della stessa categoria contro il danese Jørgen Johanssen ma fu, per la prima volta, sconfitto ai punti. Nella rivincita, il 6 febbraio 1954, a Milano, riuscì a battere il suo avversario e a conquistare la cintura europea dei pesi leggeri.
Nel frattempo, mantenne la cintura di campione italiano, difendendola vittoriosamente contro Emilio Marconi, il 2 aprile 1952, a Cagliari (ai punti), Ernesto Formenti, il 28 gennaio 1953, a Milano (per Kot alla nona ripresa), mentre la rivincita con Emilio Marconi, il 13 novembre 1953, a Grosseto, si concluse in parità.
Il 13 maggio 1954 incontrò l'ex-olimpionico spezzino Bruno Visintin, contro il quale mise in palio entrambi i titoli e al quale inferse la prima sconfitta, ai punti. Fu il primo di due incontri che fecero epoca. Loi partì forte nel secondo round con due destri al viso e una scarica ai fianchi. Visintin rispose con un destro fulmineo al volto. Poi, una testata involontaria dello sfidante aprì una ferita sotto la palpebra sinistra di Loi, che s'innervosì e cominciò ad attaccare con rabbia. Visintin non cadde nel tranello e si limitò a rispondere di rimessa. Il triestino, però, seppe stringere i denti e, soprattutto, usare con astuzia i trucchi del mestiere. Mantenendo sempre l'iniziativa, creò i presupposti di una vittoria che spuntò di stretta misura ai punti in quindici riprese.
Il 13 luglio dello stesso anno respinse ai punti l'assalto europeo del francese Jacques Herbillon, poi partì per una vittoriosa tournée in Australia e a Miami, negli Stati Uniti. Qui fu avvicinato dagli emissari di Frankie Carbo, un esponente della mafia americana che controllava le scommesse di pugilato. Gli proposero tre incontri combinati contro il campione mondiale dei leggeri Joe Brown. Loi rifiutò. Dovettero però passare altri cinque anni, prima che Loi potesse combattere per il titolo mondiale.
Al ritorno dagli Stati Uniti batté ai punti il fortissimo francese Ray Famechon, campione europeo in carica dei pesi piuma, unico italiano a esserci riuscito sino ad allora. Il 2 luglio 1955 mise in palio entrambi i titoli dei pesi leggeri alla Fiera di Milano, in casa dell'ostico Giancarlo Garbelli. Dopo un primo round attendista, Loi passò a condurre tra il secondo e il quinto. Al settimo round Garbelli rimetteva in discussione l'incontro ma Loi riprese a condurre nei round successivi. All'ultima ripresa, tuttavia, non gli riuscì di chiudere in bellezza, come di consueto. Vinse ancora ai punti ma fu fischiato da alcuni irriducibili tifosi del milanese. Dopo tale incontro rinunciò al titolo italiano.
Mise ancora in palio il titolo europeo contro il francese Seraphin Ferrer, conseguendo una vittoria ai punti in quindici riprese. Ottenne poi una prestigiosa vittoria contro il cubano Orlando Zulueta, che era collocato da anni ai primi posti della graduatoria mondiale e, nella sua carriera, aveva battuto ben quattro campioni del mondo.
Loi affrontò poi per due volte lo spagnolo José Hernández, con il titolo in palio. Nella prima occasione salì sul ring allestito al Velodromo Vigorelli soltanto due giorni dopo aver subito un incidente automobilistico e non andò oltre il pareggio. Sconfisse però il rivale al Palazzo dello Sport della Fiera di Milano, il 26 dicembre 1956 ai punti, in quindici riprese. Tra i due match, una sfolgorante vittoria per KO contro l'altro spagnolo Fred Galiana, allora campione europeo dei pesi piuma per aver battuto Ray Famechon.
Difese ancora vittoriosamente il titolo europeo contro il francese Felix Chiocca (vittoria ai punti il 26 dicembre 1957) e il friuliano Mario Vecchiatto (verdetto di parità, il 5 settembre 1958), sempre a Milano.

#### Campione europeo dei pesi welter
Nel 1957 Steve Klaus si dimise da responsabile della squadra azzurra di pugilato dilettanti per dedicarsi alla professione di manager. Loi dimenticò gli antichi screzi con l'ungherese ed entrò nella sua scuderia. Nel 1959 passò alla categoria dei pesi welter e il 19 aprile di quell'anno, al Vigorelli, conquistò il suo secondo titolo europeo, contro il toscano Emilio Marconi, con verdetto ai punti, dopo aver atterrato due volte il suo avversario.
Rinunciò alla corona dei leggeri e incontrò nuovamente Bruno Visintin, con in palio la cintura europea dei welter, il 13 febbraio 1960, al Palazzo dello Sport della Fiera di Milano. La sfida, combattutissima, terminò con lo stesso risultato della precedente, cioè con una vittoria di stretta misura ai punti in quindici riprese per il pugile sardo-triestino.

#### Campione mondiale dei pesi welter junior

Duilio Loi batte il portoricano Carlos Ortiz e conquista la corona mondiale dei welter junior (Milano, 1960).

A trentun anni, Loi sembrava avviato verso la fine della carriera pugilistica, senza aver mai avuto l'opportunità di combattere per il titolo mondiale. La chance gli si offerse nella categoria dei pesi welter juniors da parte di un avversario temibilissimo, il ventiquattrenne portoricano Carlos Ortiz, ma negli Stati Uniti d'America. Il 15 giugno 1960, sul ring del Cow Palace di Daly City, nei pressi di San Francisco, il triestino fu costretto ad arrendersi, ma con verdetto non unanime, all'astro nascente della boxe mondiale. Ortiz, tuttavia, offrì la rivincita al suo avversario e accettò di battersi su un ring italiano.
Il 1º settembre 1960, a Milano, di fronte al pubblico di uno stracolmo Stadio San Siro, Duilio Loi divenne il terzo italiano (dopo Carnera e D'Agata) a conquistare un titolo mondiale di pugilato, sconfiggendo Ortiz ai punti in quindici riprese. Dopo aver lasciato per sei riprese l'iniziativa ad Ortiz, Loi cambiò marcia colpendo il campione in carica con un rabbioso gancio sinistro doppiato da un pesante destro che Ortiz sembrò accusare. Il triestino infatti cominciò progressivamente a condurre e si aggiudicò chiaramente le riprese dall'undicesima alla tredicesima. Negli ultimi due round anche l'italiano rallentò il ritmo. Due giudici assegnarono la vittoria a Loi, rispettivamente per uno e tre punti, mentre il terzo vide il pari. Questi però era il belga Philippe DeBakker, non nuovo a verdetti o arbitraggi sfavorevoli ai pugili italiani (vedasi D'Agata-Halimi e Vecchiatto-Charnley).
Due mesi dopo (25 novembre), al Palazzo dello Sport di Roma, Loi difese la cintura europea dei pesi welter, cui non aveva rinunciato, contro l'assalto del francese Maurice Auzel, vincendo con verdetto ai punti, dopo aver atterrato due volte lo sfidante.
La vittoria su Ortiz, tuttavia, non era stata unanime, in quanto un giudice si era pronunciato per il pari. Ortiz riuscì quindi a ottenere facilmente l'organizzazione di un terzo incontro che si disputò nuovamente a San Siro, il 10 maggio 1961. In tale occasione, Loi confermò ancor più ampiamente la sua superiorità sul portoricano. Riuscì anche ad atterrare l'avversario alla sesta ripresa. Il verdetto fu unanime. La sconfitta non interruppe la brillante carriera di Ortiz che diventerà campione del mondo nella categoria dei pesi leggeri tra il 1962 e il 1968.

Loi-Perkins

Successivamente, Loi difese il titolo europeo dei pesi welter contro il danese Chris Christensen, ottenendo la vittoria ai punti a Saint Vincent, il 5 agosto 1961. Nello stesso anno (21 ottobre), a Milano, mise in palio il titolo mondiale dei pesi welter junior con Eddie Perkins. Il triestino prese forse sottogamba lo statunitense, che pur aveva battuto il reatino Paolo Rosi, ritenuto un ostico avversario. Invece riuscì a salvare la corona mondiale solo grazie a un risicato pari.
Gli anni e la durezza della carriera cominciavano a farsi sentire anche per il campione triestino. Il 27 marzo 1962, in un match senza titolo in palio, lo statunitense Billy Collins (alto 1,83) riuscì a fargli toccare il tappeto, sia pur con un ginocchio e per pochi attimi di secondo. Contato per la prima volta dopo 120 incontri in carriera da professionista, Loi si aggiudicò comunque facilmente il match ai punti, avendo vinto quasi tutte le riprese. Il 15 luglio mise in palio il titolo europeo dei welter contro Fortunato Manca in un ring allestito allo Stadio Amsicora di Cagliari, di fronte a oltre trentamila spettatori osannanti l'idolo di casa. Manca condusse il combattimento all'attacco ma si trovò di fronte un maestro dell'arte difensiva e dei colpi d'incontro. Il combattimento sembrava propendere per Loi se non fosse stato per una ferita apertasi sul sopracciglio del triestino all'11º round che rese necessario l'intervento del medico. Ma, a pochi secondi dal termine, il detentore fece partire un pugno micidiale che atterrò il suo avversario. Manca si rialzò e fu contato sino all'otto; subito dopo suonò il gong finale. La vittoria arrise a Loi con un chiaro verdetto ai punti.
Dopo aver difeso il titolo europeo Loi offrì la rivincita "mondiale" allo statunitense Perkins, perché il precedente verdetto di parità lo aveva ferito nell'orgoglio.
Non lo distolse da tale proposito nemmeno la notizia che il neonato World Boxing Council non avrebbe riconosciuto l'incontro come inaugurale per l'attribuzione della cintura mondiale. Fatto sta che disputò il peggior combattimento dei suoi ultimi anni di carriera. Il 14 settembre 1962, al Velodromo Vigorelli di Milano, Eddie Perkins riuscì a strappargli il titolo mondiale WBA, con verdetto ai punti espresso dall'arbitro e giudice unico, il francese Pierre Verrière.
Essendo prevista, nel contratto precedente, la clausola del terzo incontro, Duilio Loi, il 15 dicembre 1962, al Palazzo dello Sport di Milano, conquistò nuovamente la corona mondiale, con verdetto decretato dall'arbitro e giudice unico Georges Gondre, sul cui cartellino il triestino risultava in vantaggio di due punti. Secondo taluni, tuttavia, sarebbe stato più giusto un verdetto di parità. In ogni caso anche Perkins, come Ortiz, riuscirà a tornare campione del mondo e poi sarà ammesso nella International Boxing Hall of Fame (come d'altronde gli stessi Loi e Ortiz), dimostrando di essere stato un avversario di assoluto valore.
A questo punto, il 24 gennaio 1963, a quasi trentaquattro anni, Loi annunciò pubblicamente il suo ritiro, ancora in possesso, come i grandissimi della boxe, del titolo mondiale della sua categoria e, addirittura, anche di quello europeo della categoria superiore.

### Caratteristiche tecniche

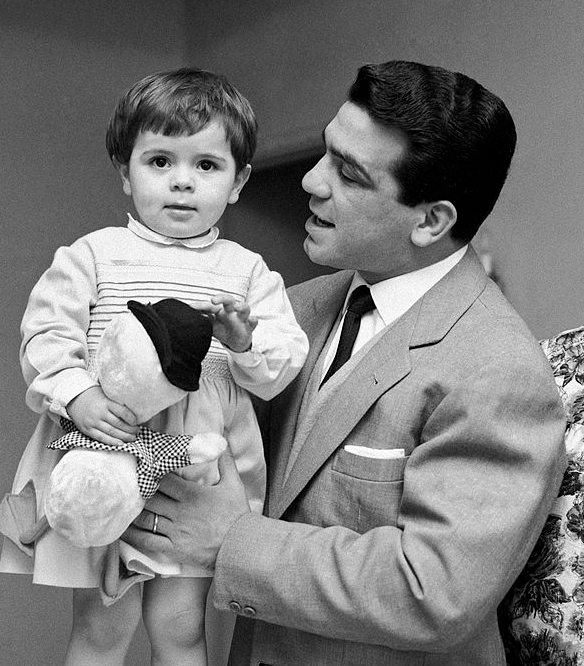
Duilio Loi con in braccio la figlia nel 1960.

L'epoca di Duilio Loi coincise con la prima parte del periodo aureo del pugilato italiano, che proseguì con i grandi successi di Nino Benvenuti e Sandro Mazzinghi, sino alla fine degli anni sessanta. Non possedeva un pugno potente, ma boxava con incredibile velocità di braccia e una tecnica così ricca da mettere in difficoltà avversari più potenti di lui e consentirgli persino di atterrarli, con doppiette al fegato e al mento. La sua tecnica difensiva gli consentì anche di gestire egregiamente la relativa fragilità delle sue sopracciglia.
Loi era "l'uomo degli ultimi due round", in quanto si riservava sempre energie nel finale per frastornare gli avversari con una strabiliante girandola di colpi e finire in bellezza, così da indurre spesso la giuria ad attribuirgli quegli ultimi uno o due punti che gli consentivano di vincere. Inoltre, nelle rivincite, era solito cambiare tattica a seconda dell'avversario. Eddie Perkins, che lo incontrò tre volte, quando uscì sconfitto nell'ultimo match con Loi dichiarò: "Mi sono battuto tre volte con Duilio Loi, ma ho incontrato tre pugili diversi".
Tra i "grandissimi" della boxe mondiale degli anni cinquanta solo altri quattro hanno combattuto - come lui - più di 100 match in carriera: Sugar Ray Robinson, Archie Moore, Joey Maxim e Joe Brown. Nessuno di loro vanta una percentuale di vittorie sul totale dei match disputati migliore di quella di Loi (91,27%; Robinson: 86,5%; Moore: 84,9%; Maxim: 71,3%; Brown: 65,4%). Nella sua lunga carriera, conobbe solo tre volte l'onta della sconfitta ma mai prima del limite e con avversari che, successivamente, riuscì a sconfiggere. Fu soggetto al conteggio una sola volta al 120º match disputato, che vinse ugualmente ai punti. Fu campione europeo ininterrottamente per nove anni, senza mai essere sconfitto. Non si lasciò suggestionare dal successo e seppe ritirarsi in tempo, subito dopo la sua maggiore affermazione.

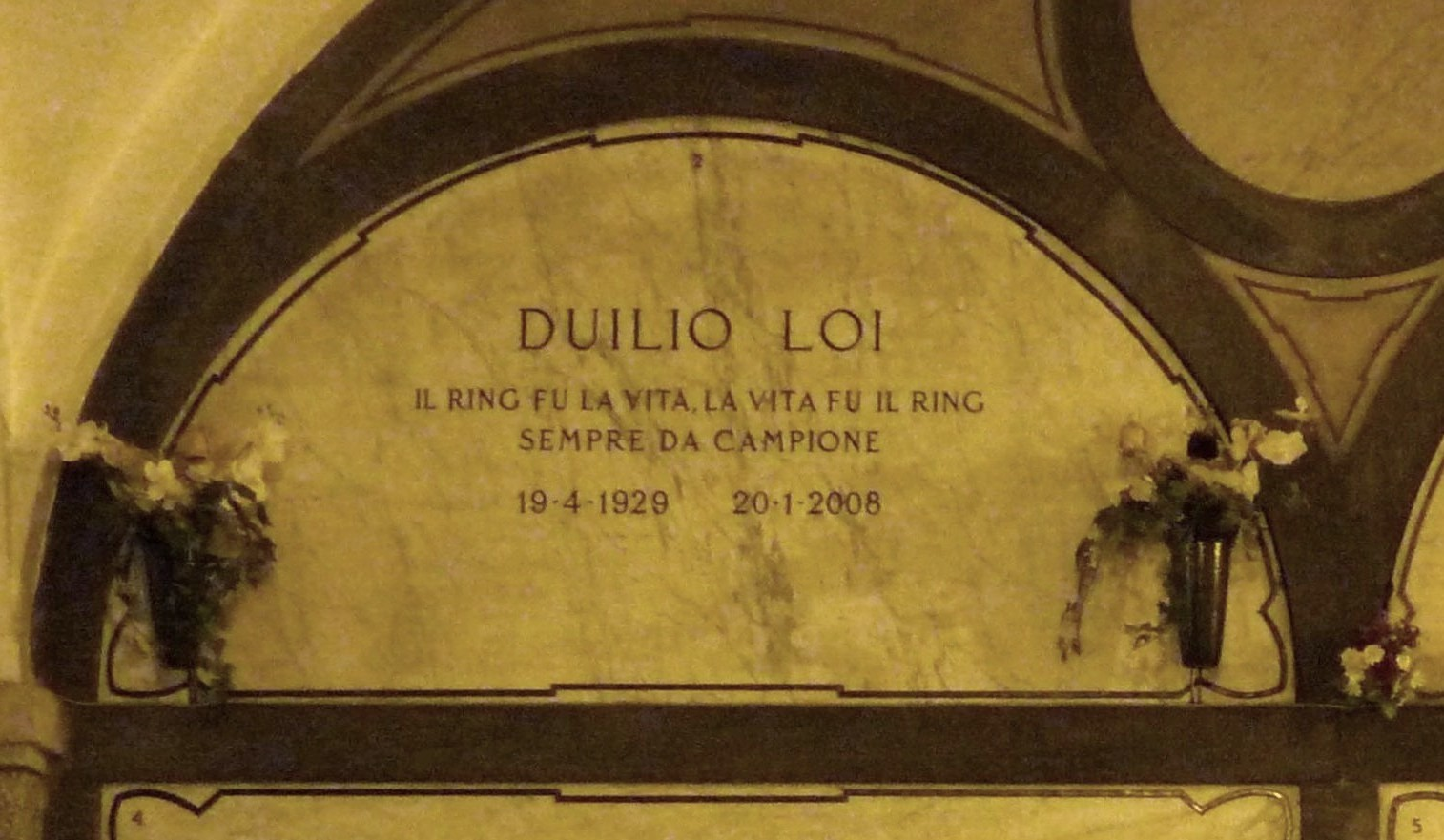
La tomba di Duilio Loi al Cimitero Monumentale di Milano

### Televisione
Il match con Ferrer è passato alla storia anche per essere stato il primo incontro di boxe trasmesso in diretta alla televisione italiana, il 26 novembre 1955, con la telecronaca di Carlo Bacarelli.
Nel 1961, insieme a Raffaele Pisu e Lorella De Luca, Duilio Loi, nel corso della rubrica pubblicitaria Carosello, pubblicizzò i tessuti Hélion Chatillon.

### Vita privata
Il 12 aprile 1973 il figlio Vittorio, militante neofascista, fu coinvolto a Milano nell'omicidio dell'agente di polizia Antonio Marino, morto in seguito allo scoppio di una bomba a mano lanciata nel corso di una manifestazione di estrema destra.
Negli ultimi anni Duilio Loi viveva a Milano; era presidente della Federazione autonoma sindacato ex pugili ed era affetto dalla malattia di Alzheimer.
Deceduto a Tarzo il 20 gennaio 2008, è sepolto nella cripta del Famedio del Cimitero Monumentale di Milano..

## Riconoscimenti
- Nel dicembre 2015, una targa dedicata a Duilio Loi è stata inserita nel percorso Walk of Fame dello sport italiano inaugurato il maggio precedente al parco olimpico del Foro Italico a Roma, riservato agli sportivi italiani che si sono distinti per i risultati ottenuti in campo internazionale.[38]
- Nel 2020 la Federazione Pugilistica Italiana ha raccolto una petizione indirizzata al sindaco di Milano Giuseppe Sala, per intitolare una via o una piazza a Duilio Loi[39].